# Feel the Fire (Jermaine Jackson)
Feel the Fire è il quarto album del musicista statunitense Jermaine Jackson, pubblicato dall'etichetta discografica Motown il 29 giugno 1977.
Dal disco viene tratto il singolo You Need to Be Loved.

## Tracce
1. Feel the Fire (Burning from Me to You)
2. You Need to Be Loved
3. Strong Love
4. Git Up and Dance
5. I Love You More
6. Happiness Is
7. Some Kind of Woman
8. Got to Get to You Girl
9. Take Time